# Trimeresurus erythrurus
Trimeresurus erythrurus — вид отруйних змій родини гадюкових (Viperidae).

## Поширення
Вид поширений в східній Індії (Ассам, Мізорам, Сіккім), Бангладеш, М'янмі.

## Опис
Самці сягають завдовжки максимум 57,5 см, самиці більші та виростають до 104 см. Загальне забарвлення тіла зелене. У самців наявна світліша вентролатеральна смуга, яка присутня або відсутня у самиць. Хвіст світло-коричневий.